# Römerbrücke (Calezzo)
Die Römerbrücke (italienisch: Ponte Romano (Calezzo)) ist eine 1578 erbaute steinerne Fussgängerbrücke über die Melezza in Calezzo, Gemeinde Centovalli, im Kanton Tessin (Schweiz).

## Geschichte
Die Brücke wurde 1578 unter der Leitung der Architektenbrüder Giuseppe und Pietro Beretta di Brissago erbaut. Sie wurde zunächst «Neue Brücke» genannt. Später erhielt sie ihren heutigen Namen, der ähnlich wie beim Ponte Romano (Aquila) fälschlicherweise auf die Römer und ihre technischen Fähigkeiten verweist, da die Brücke für Laien antik aussieht, es im Unterschied zu originalen römischen Brücken wie dem 2000 Jahre alten Pont Julien aber nicht ist.
Die Steinbogenbrücke ist die älteste erhaltene Brücke der Region, wurde 1989 vollständig restauriert und wird nach wie vor als Fussgängerbrücke benutzt.
Die Brücke ist unter der Nummer 05486 im Schweizerischen Inventar der Kulturgüter von nationaler und regionaler Bedeutung aufgeführt.

## Beschreibung
Die 36 Meter lange und 26 Meter hohe Römerbrücke über die Melezza ist die älteste noch existierende Brücke der Region. Erreichbar ist die Brücke in 15 Minuten zu Fuss von der Hauptstrasse über die Bahngleise auf einem sehenswerten Saumpfad «Lastenweg».
Oben auf der Brücke befindet sich in der Mitte eine kleine Kapelle, die Maria und Johannes Nepomuk, den Beschützern vor den Gefahren des Wassers, gewidmet ist.
Im Mittelalter verliefen zwei Maultierpfade durch das Centovalli. Der zweite überquerte die Melezza beim heutigen Calezzo hinter Intragna auf der Römerbrücke, folgte dem Wildbach auf dem Talboden und stieg erst später nach Borgnone, Camedo und über die Grenze nach Italien an.

## Bildergalerie

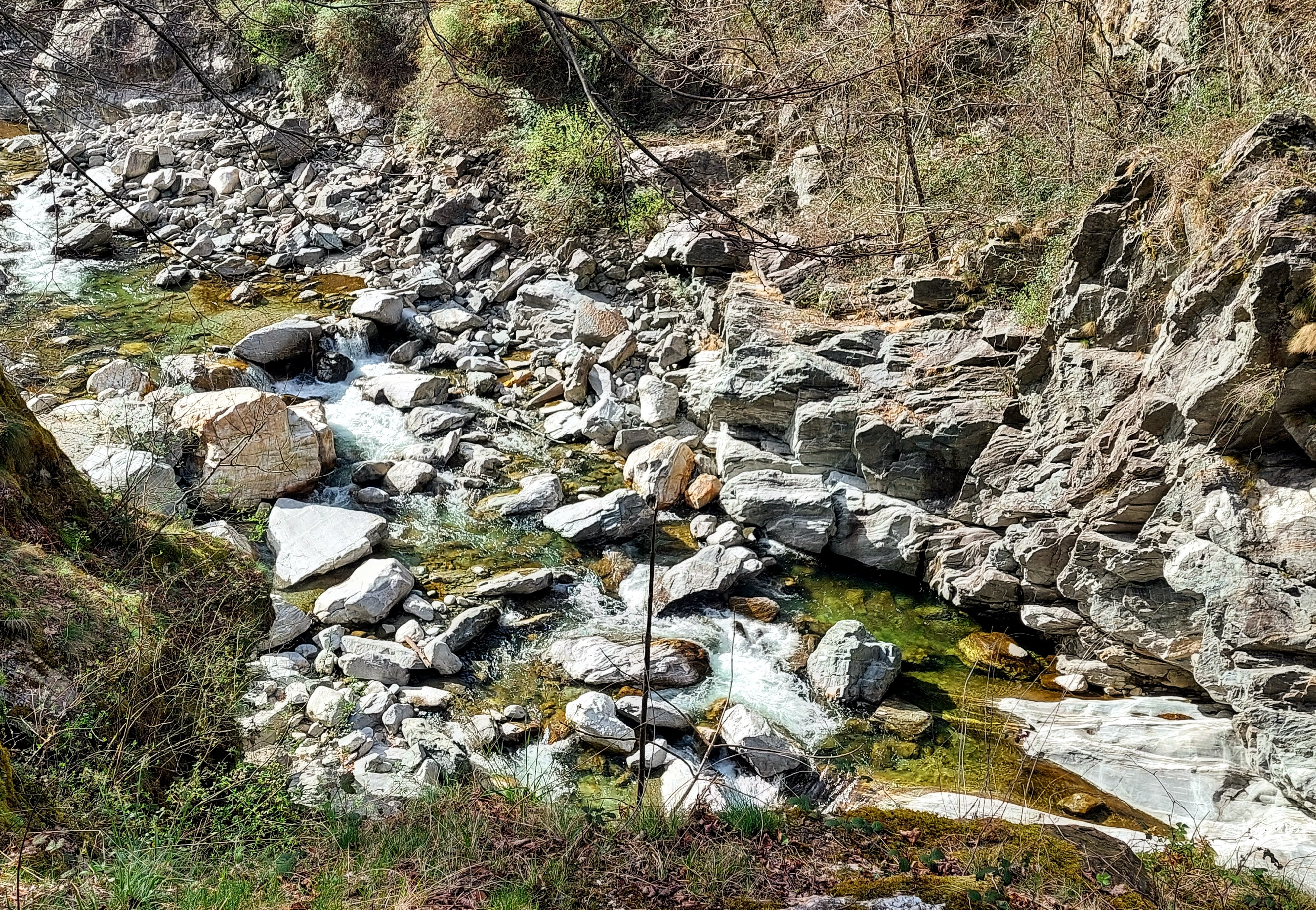
März 2025 Flussbett, von beiden Seiten erreichbar
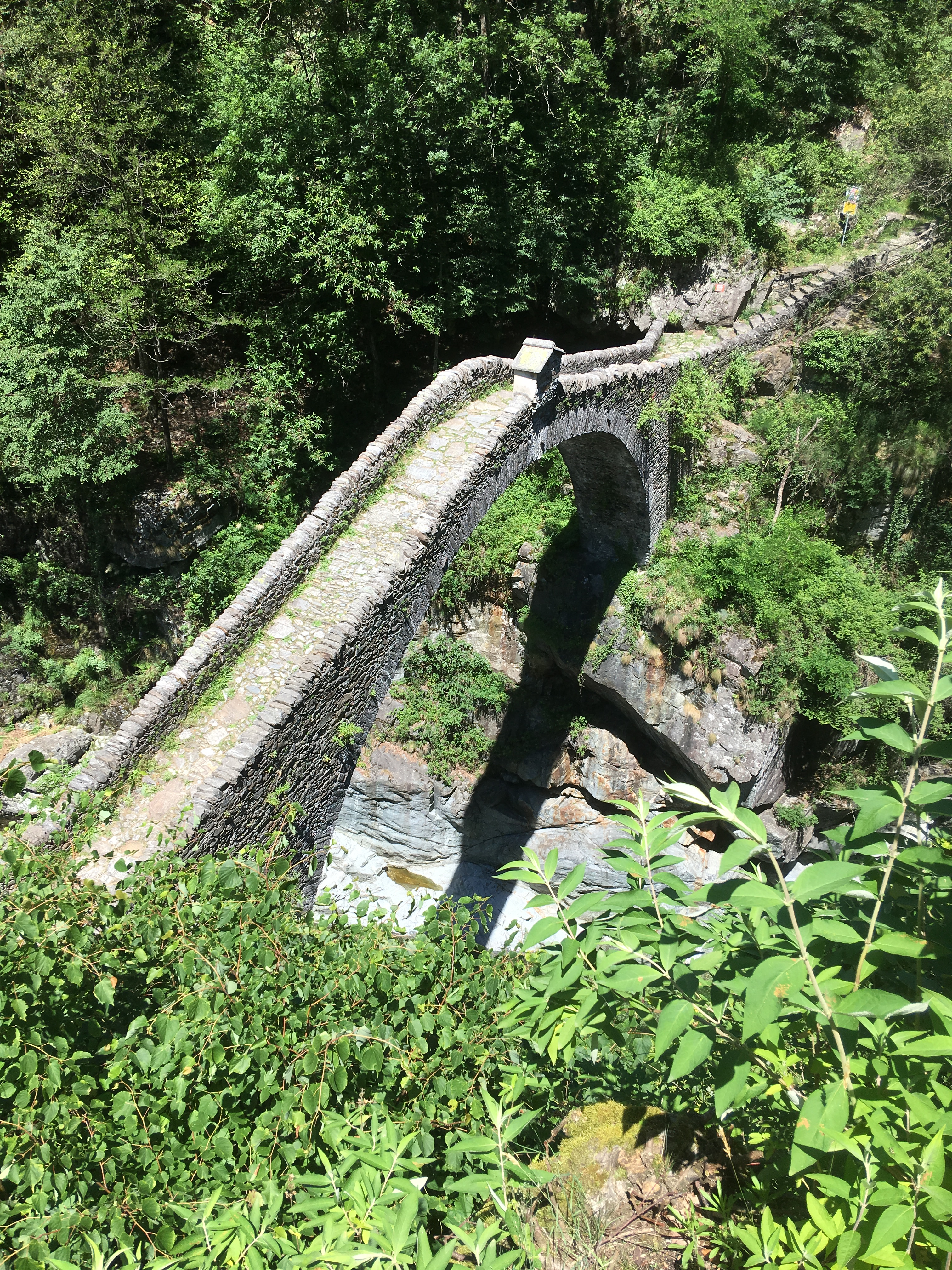
Juni 2019
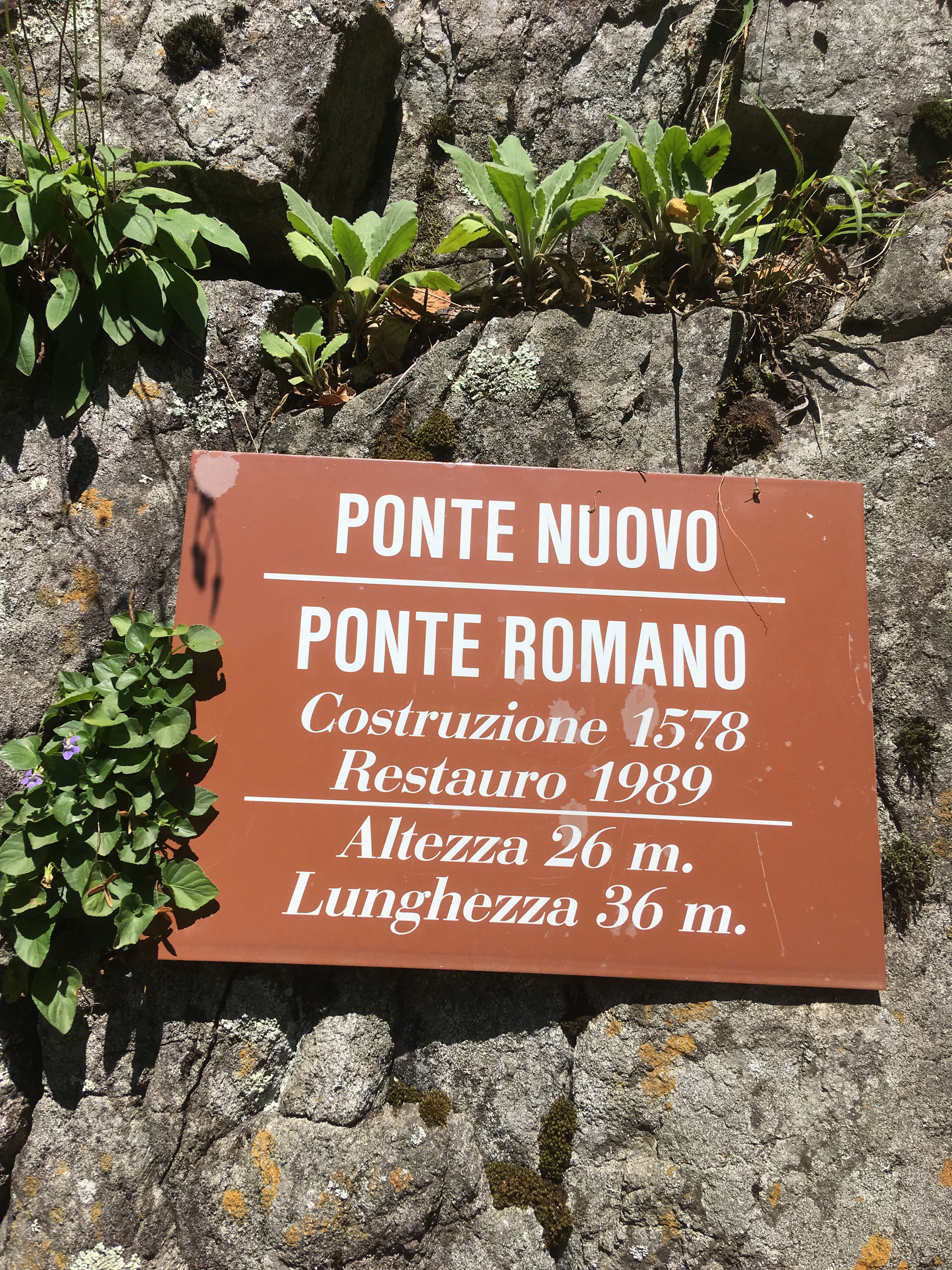
Juni 2019
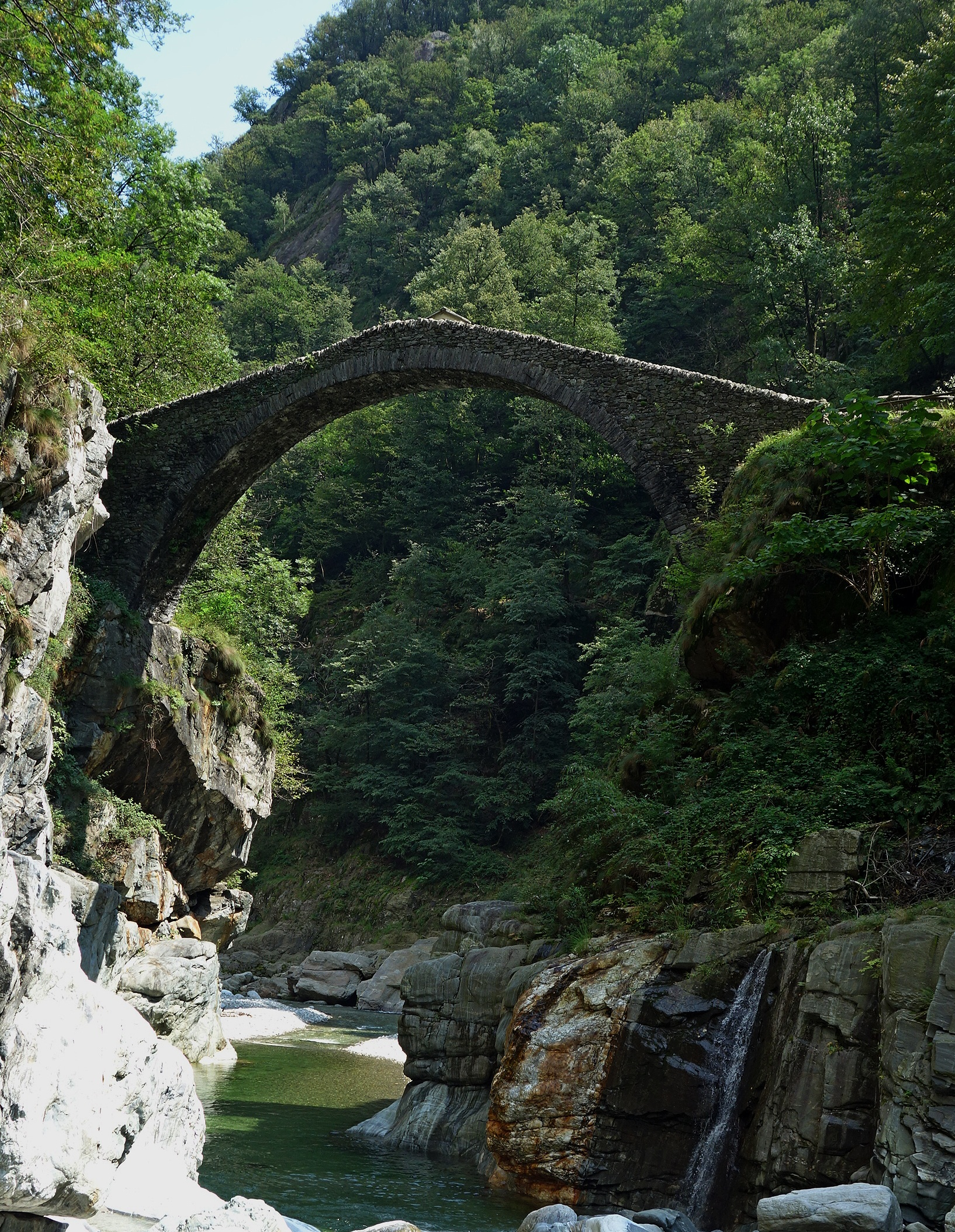
September 2014, von unten gesehen
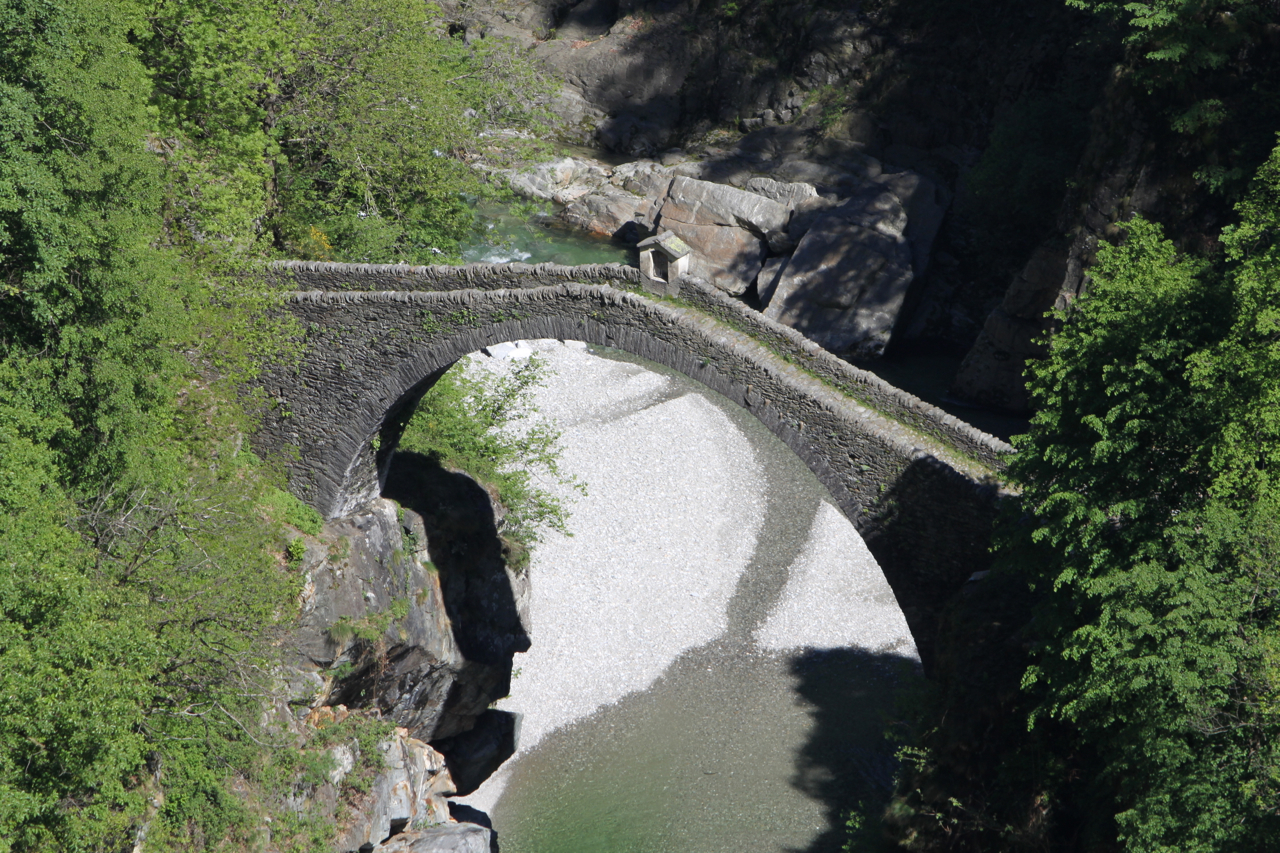
Mai 2014, Niedrigwasser
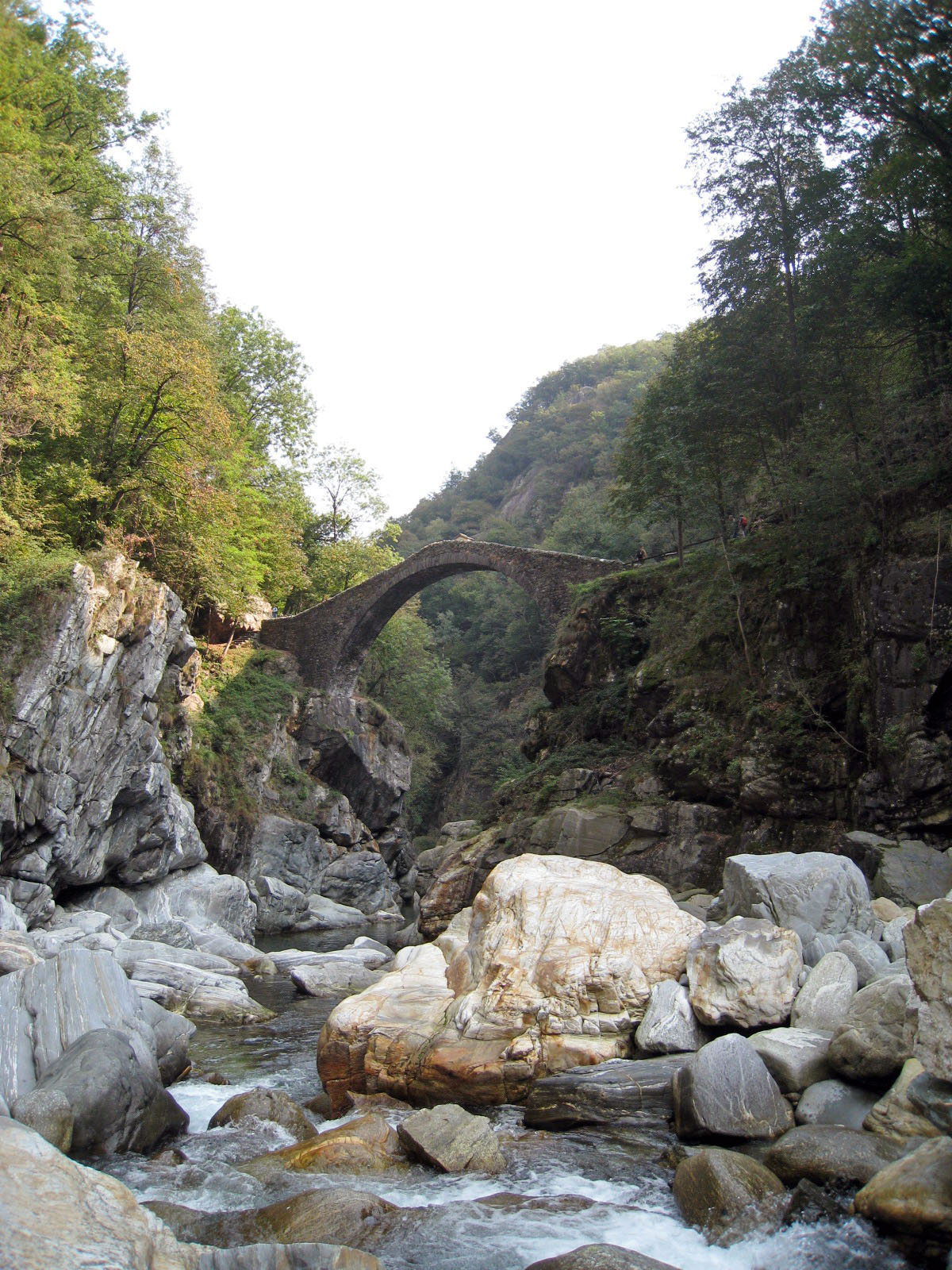
Oktober 2011, aus dem Flussbett
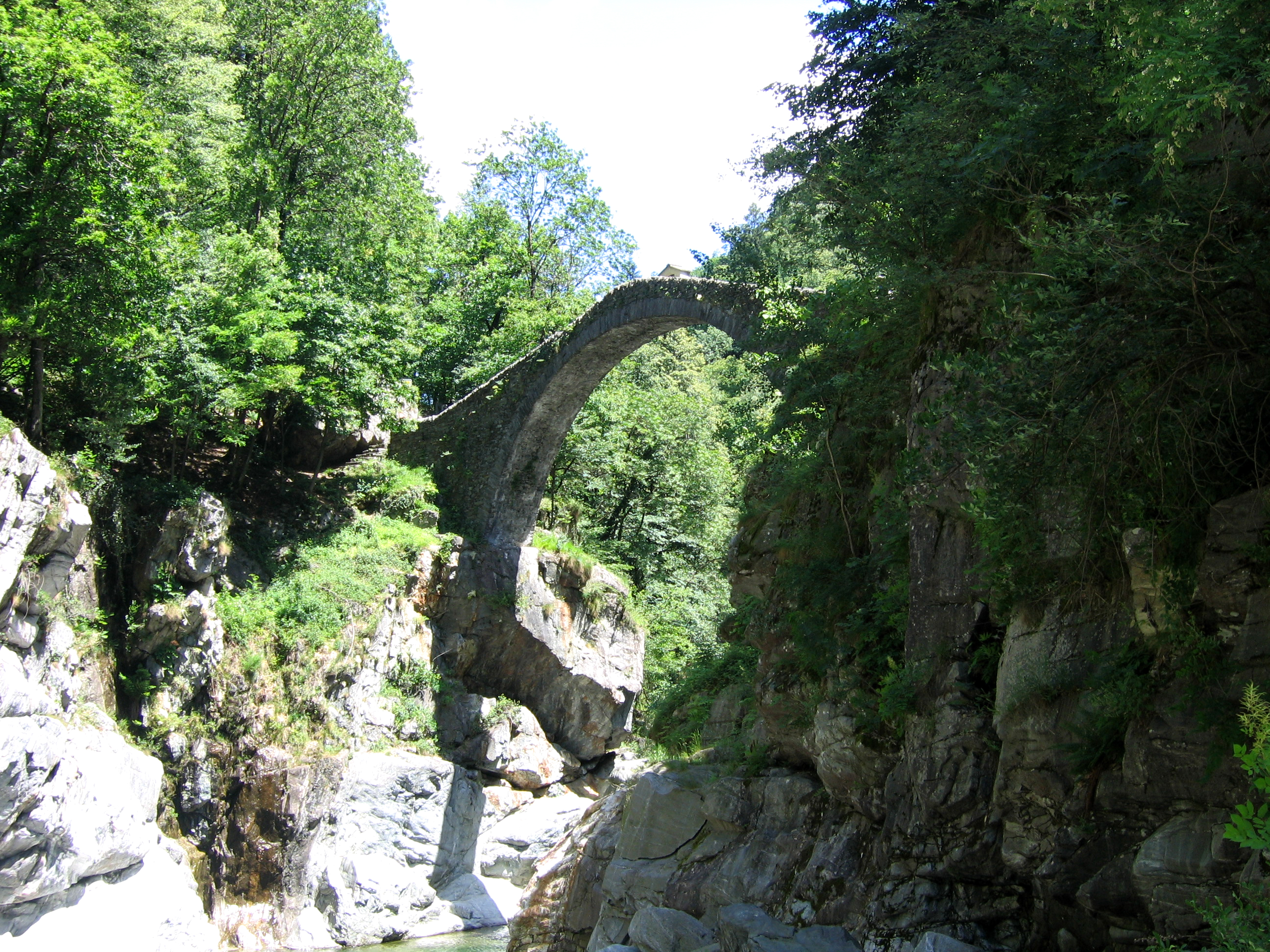
Dezember 2010